# Vinciennit
Vinciennit ist ein sehr selten vorkommendes Mineral aus der Mineralklasse der „Sulfide und Sulfosalze“ mit der chemischen Zusammensetzung Cu10Fe4SnAsS16 und damit ein Eisen-Zinn-Arsen-Sulfid.
Vinciennit kristallisiert im tetragonalen Kristallsystem und entwickelt bis zu eine Millimeter große Körner von oranger Farbe. Das Mineral ist in jeder Form undurchsichtig (opak) und zeigt auf den Kornoberflächen einen metallischen Glanz.

## Etymologie und Geschichte
Entdeckt wurde Vinciennit zuerst in der Pyrit- und Bleierz-Lagerstätte der Chizeuil-Mine bei Chalmoux etwa 10 km westlich von Bourbon-Lancy im französischen Département Saône-et-Loire. Die Analyse und Erstbeschreibung erfolgte durch das Mineralogenteam Fabien Cesbron, Roger Giraud, Paul Picot und François Pillard, die das Mineral nach dem französischen Mineralogie-Professor Henri Vincienne (1898–1965) benannten.
Das Mineralogenteam sandte seine Untersuchungsergebnisse und den gewählten Namen 1983 zur Prüfung an die International Mineralogical Association (Eingangsnummer der IMA: 1983-031), die den Vinciennit als eigenständiges Mineral anerkannte. Die Erstbeschreibung wurde 1985 im französischen Fachmagazin Bulletin de Minéralogie veröffentlicht.
Das Typmaterial wird in der mineralogischen Sammlung der Mines ParisTech (auch École nationale supérieure des mines de Paris; ENSM) unter der Katalognummer 54567 (HT) aufbewahrt.

## Klassifikation
Da der Vinciennit erst 1983 als eigenständige Mineralart anerkannt wurde, ist er in der letztmalig 1977 überarbeiteten 8. Auflage der Mineralsystematik nach Strunz noch nicht aufgeführt.
In der zuletzt 2018 überarbeiteten Lapis-Systematik nach Stefan Weiß, die formal auf der alten Systematik von Karl Hugo Strunz in der 8. Auflage basiert, erhielt das Mineral die System- und Mineralnummer II/C.10-015. Dies entspricht der Klasse der „Sulfide und Sulfosalze“ (einschließlich einiger Selenide, Telluride, Arsenide, Antimonide, Bismutide) und dort der Abteilung „Sulfide mit dem Stoffmengenverhältnis Metall : S,Se,Te ≈ 1 : 1“, wo Vinciennit zusammen mit Colusit, Germanit, Germanocolusit, Maikainit, Morozeviczit, Nekrasovit, Ovamboit, Polkovicit, Renierit, Stibiocolusit und Sulvanit eine unbenannte Gruppe mit der Systemnummer II/C.10 bildet.
Die von der IMA zuletzt 2009 aktualisierte 9. Auflage der Strunz’schen Mineralsystematik ordnet den Vinciennit ebenfalls in die Abteilung „Metallsulfide, M : S = 1 : 1 (und ähnliche)“ ein. Diese ist allerdings weiter unterteilt nach den in der Verbindung vorherrschenden Metallen. Das Mineral ist hier in der Unterabteilung „mit Zink (Zn), Eisen (Fe), Kupfer (Cu), Silber (Ag) usw.“ zu finden, wo es zusammen mit Catamarcait, Hemusit, Kiddcreekit, Morozeviczit, Polkovicit und Renierit die „Hemusitgruppe“ mit der Systemnummer 2.CB.35a bildet.
In der vorwiegend im englischen Sprachraum gebräuchlichen Systematik der Minerale nach Dana hat Vinciennit die System- und Mineralnummer 03.01.02.01. Das entspricht ebenfalls der Klasse der „Sulfide und Sulfosalze“, dort aber der Abteilung „Sulfosalze“. Hier findet er sich innerhalb der Unterabteilung „Sulfosalze mit dem Verhältnis z/y > 4 und der Zusammensetzung (A+)i (A2+)j [ByCz], A = Metalle, B = Halbmetalle, C = Nichtmetalle“ als einziges Mitglied in einer unbenannten Gruppe mit der Systemnummer 03.01.02.

## Kristallstruktur
Vinciennit kristallisiert im tetragonalen Kristallsystem in der Raumgruppe P4/mmm (Raumgruppen-Nr. 123), P4mm (Nr. 99), P422 (Nr. 89) oder P4122 (Nr. 91) mit den Gitterparametern a = 10,69 Å und c = 10,69 Å sowie zwei Formeleinheiten pro Elementarzelle.

## Bildung und Fundorte
Vinciennit bildet sich in Kupferlagerstätten, die andere zinnhaltige Sulfide enthalten. Es ist vergesellschaftet mit Bornit, Chalkopyrit, Colusit, Enargit, Pyrit, Stannit, Tetraedrit, Tennantit und anderen Mineralen in einer Gangart aus Quarz und/oder Baryt. Weitere Minerale sind: Aikinit, Altait, gediegen Bismut, Chalkosin, Cosalit, Covellin, Hessit, Kassiterit, Kësterit, Mawsonit, Molybdänit, Rutil, Stannoidit, Tetradymit, Wismuthinit und Wittichenit.
Von dem sehr seltenen Mineral sind bisher weltweit nur etwas mehr als 10 Vorkommen dokumentiert (Stand Juli 2010). Seine Typlokalität Chizeuil Mine ist dabei der bisher einzige bekannte Fundort in Frankreich.
Ansonsten fand man Vinciennit noch in subvulkanischen polymetallischen Gängen im Bergwerk Julio Verne des Bergbaudistrikts Organullo (San Antonio de los Cobres) der Provinz Salta und in den epithermalen Lagerstätten des Bergbaubezirks Capillitas im Departamento Andalgalá in Argentinien, in den Gruben Elshitsa und Radka bei Panagjurischte in der bulgarischen Oblast Pasardschik, in der Maggie Mine bei Cache Creek (British Columbia) und in der Kidd Mine im gleichnamigen Township nahe Timmins (Ontario) in Kanada, im Zijinshan-Erzfeld im Kreis Shanghang der chinesischen Provinz Fujian, in den Distrikten Chachas (Arequipa), Morococha (Junín) und Huayllay (Pasco) in Peru, in den massiven Sulfidlagerstätten vulkanischen Ursprungs der Neves-Corvo Mine bei Santa Bárbara de Padrões im Süden von Portugal und in der Gold-Lagerstätte nahe Perwomaiski im Rajon Sosnowski in der russischen Oblast Tscheljabinsk.